# Хосе Руиз (фудбалер)
Хосе Руиз (1904. — непознат датум смрти) био је мексички фудбалски нападач који је два пута наступио за Мексико на ФИФА-ином светском првенству 1930. године.